# David Calder (aviron)
Pour les articles homonymes, voir David Calder et Calder.
David Calder, né le 21 mai 1978 à Brandon (Canada), est un rameur canadien.
Il obtient la médaille d'argent olympique en 2008 à Pékin en deux sans barreur homme.

## Politique
Lors de la campagne électorale britanno-colombienne de 2013, Calder milite pour Lana Popham du Nouveau Parti démocratique de la Colombie-Britannique dans Saanich South. À la suite de la réélection de Popham, il sert brièvement dans l'association néo-démocrate de la circonscription avant de se rallier aux Libéraux en novembre 2016,. Candidat libéral dans Saanich South pour l'élection de 2017, il termine deuxième derrière Popham.